# Аврора (Marvel Comics)
Аврора (англ. Aurora, настоящее имя — Жанна-Мари Бобье (фр. Jeanne-Marie Beaubier)) — вымышленная канадская супергероиня из вселенной Marvel Comics. Она — сестра-близнец Полярной звезды и давняя возлюбленная Йети. Она также была в отношениях с Диким Ребёнком.

## Биография
Жанна-Мари Бобье родилась в Монреале, Квебеке, Канада. Она и её брат-близнец Жан-Поль были разделены в младенчестве после того, как их родители умерли. Жан-Поля усыновили мистер и миссис Луи Мартин, их родственники по матери. Мартины не могли позволить себе взять и Жанну-Мари и позаботились, чтобы та была воспитана в Школе мадам Дюпонт для девочек в Лэвелле, Квебеке, реакционной религиозной школе. Позже Мартины переехали в Северный Квебек. Они погибли в результате несчастного случая несколько лет спустя, и Жан-Поль попал в неродную семью, которая не знала, что у него была сестра.
Чрезвычайно возбудимая и замкнутая девочка, Жанна-Мари Бобье была несчастна в Школе мадам Дюпонт и в возрасте тринадцати лет предприняла попытку самоубийства, бросившись с крыши одного из зданий школы. Вместо того, чтобы упасть, Бобье обнаружила, что она умеет летать на большой скорости. Не осознававшая, что она была мутантом, очень религиозная Бобье полагала, что её полёт был результатом божественного чуда. Следующим утром она объяснила директрисам школы, что случилось. Полагая, что девушка виновна в богохульстве, директрисы строго наказали Бобье. Этот инцидент спровоцировал раздвоение личности Жанны-Мари; появилась вторая индивидуальность, более свободная. Под влиянием этой второй индивидуальности Бобье тайно покинула школу в ту самую ночь. Вернувшись три дня спустя, она не имела ни малейшего представления о том, где она была или что сделала, и её снова физически наказали. Полученная травма была настолько сильной, что Бобье подавила свою вторую личность.

### Отряд Альфа
Пять лет спустя Бобье подала заявление на должность учителя истории и географии в школе. К этому времени Бобье приспособилась к жизни в школе, и её обычная личность представляла собой чопорную, зависимую, подавляемую женщину. В ту самую ночь, когда её заявление было принято, её вторая индивидуальность проявилась повторно, и она уехала, чтобы наслаждаться жизнью в Монреале. Противостояв грабителям, она научилась двигаться на сверхчеловеческой скорости. Это был первый раз, когда она использовала свои сверхчеловеческие способности через пять лет. Второй грабитель был остановлен Росомахой, который засвидетельствовал предпринятое нападение. Поняв, что у Бобье были сверхчеловеческие способности, Росомаха пригласил её в Оттаву, чтобы встретить Джеймса Макдоналда Гудзона, который организовывал команду супер сильных агентов для Департмента Икс. Гудзон воссоединил её с её братом. После периода обучения брат и сестра Бобье присоединились к команде, которую Гудзон назвал Отрядом Альфа, под кодовыми именами Аврора и Полярная звезда.
На первой миссии Отряда Альфа, Аврора помогла в бою с Людьми Икс захватить Росомаху. Вместе с братом она противостояла Смертельному Эрнесту. Позже она вспомнила, как развивала свои сверхчеловеческие способности и личность Авроры, как Росомаха устроил её в Отряд Альфа, и, наконец, как она встретила Северную Звезду. Позже девушка поссорилась с братом, и по её желанию расстаться с ним её силы были изменены Уолтером Ланговски. Аврора была захвачена Позолоченной Лилией и спасена Йети, который начал подозревать, что она проявляла третью индивидуальность. С Полярной звездой она боролась против Розовой Жемчужины.
Позже она временно избавилась от её разносторонне развитых личностей. Вместе с Людьми Икс и Отрядом Альфа она боролась против Локи. Она снова подверглась нападению Позолоченной Лилии. Аврора была захвачена Приёмником, который сошёл с ума, но была позже спасена Отрядом Альфа. Локи соврал Авроре, что её мать была Эльфом Света Асгардиэн. Она путешествовала к Алфхеим, и по-видимому, израсходовала всю свою сверхчеловеческую силу во время лечения Норстара от смертельной болезни. Она тогда присоединилась к женскому монастырю и выпала из вида некоторое время.
Жанна-Мари в конечном счёте покинула женский монастырь и транспортировалась в Асгард, и помогла спасти Норстара в Алфхеим. Она обнаружила, что возвратила свои сверхчеловеческие способности и воссоединилась с Отрядом Альфа. Аврора скоро обнаружила, что она могла теперь производить свет, который исцелял других. С Отрядом Альфа и Фантастической Четвёркой она боролась против Хэдлока. Хэдлок мысленно управлял ею, заставляя её вернуться к её оригинальному раздвоению личности, и тогда она убила Хэдлока. Вскоре у Авроры был повторный бой с Розовым жемчугом. В конечном счёте, оригинальный состав Отряда Альфа был расформирован.

## Аврора вне комиксов
- Появляется в сериале «Люди Икс». Впервые в серии «Остров рабов», где работала на Дженоше вместе со своим братом Полярной звездой. Второе появление было в серии «Старый должок» вместе со всем Отрядом Альфа.
- Появляется в начале 7 серии сериала «Люди Икс ’97», где показана на похоронах Гамбита вместе с Шаманом.